# Castello di Belalcázar
Il castello di Belalcázar è un castello gotico che si trova a Belalcázar, nella provincia di Cordova, e conosciuto anche come Castillo de Gahete o Castillo de Gafiq.
Il castello è stato realizzato nella seconda metà del XV secolo e, con un'altezza di 47 metri nel suo dongione rinascimentale, è il castello più alto dell'intera penisola iberica.